# Felix Eitner
 Felix Eitner (* 27. Februar 1967 in Freiburg im Breisgau) ist ein deutscher Schauspieler.

## Leben
Schon als 14-Jähriger stand Felix Eitner für die Kinderserie Schau ins Land vor der Kamera. Seine Schauspielausbildung erhielt er an der Folkwang-Hochschule in Essen, an der Otto-Falckenberg-Schule in München und an der École de Théatre Jacques Lecoq in Paris. Es folgten zahlreiche Theaterengagements in München, Konstanz, Zürich, Bern und Basel. Mit Rainer Matsutanis Nur über meine Leiche wurde er einem breiten Publikum bekannt und wirkte seitdem in zahlreichen Fernsehproduktionen mit.
In Roland Suso Richters Samstags, wenn Krieg ist (Buch: Klaus-Peter Wolf) aus der Reihe Polizeiruf 110 spielte Eitner 1994 die Rolle des geistig behinderten jüngeren Bruders Yogi, der Zeuge eines Mordes wird und – zunächst von seiner Umgebung unverstanden, weil sprachlos – das traumatische Erlebnis durch sein Verhalten zu signalisieren versucht.
Für die Darstellung des „TS“ in Friedemann Fromms Brüder auf Leben und Tod erhielt Eitner 1996 den Max-Ophüls-Preis als bester Nachwuchsschauspieler. In der vielfach prämierten Fernsehproduktion Der Tunnel (2001) spielte er neben Heino Ferch und Sebastian Koch die Rolle des gewitzten Fluchthelfers Fred von Klausnitz, dem es sogar gelingt, die DDR-Behörden kurzzeitig für das Gelingen des Fluchtprojektes zu funktionalisieren. Für seine sensible Darstellung des Bruders Fritz Steiff 2005 im preisgekrönten Fernsehdrama Margarete Steiff erhielt er zusammen mit Heike Makatsch einen Bambi.
Von 2006 bis 2009 war er in der Krimireihe Polizeiruf 110 als aus Wismar stammender Schweriner Kriminalhauptkommissar Markus Tellheim neben Uwe Steimle im Einsatz. 2008 spielte er in Doris Dörries vom Publikum mit Begeisterung aufgenommenen Kinofilm Kirschblüten – Hanami die Rolle des Klaus Angermeier.

## Filmografie (Auswahl)
- 1994: Polizeiruf 110 – Samstags, wenn Krieg ist (Fernsehreihe)
- 1994: Drei Tage im April (TV-Film)
- 1995: Brüder auf Leben und Tod (TV-Film)
- 1995: Nur über meine Leiche (Kino-Spielfilm)
- 1996: Tatort: Perfect Mind – Im Labyrinth (Fernsehreihe)
- 1997: Das Schloß (TV-Film)
- 1997: Die Friedensmission – 10 Stunden Angst (TV-Film)
- 1998: Andrea und Marie (TV-Film)
- 1998: Das Trio (Kino-Spielfilm)
- 1998: Tatort: Allein in der Falle
- 1999: Das Geheimnis
- 1999: Rendezvous mit dem Teufel (TV-Film)
- 2000: Vom Küssen und vom Fliegen (TV-Film)
- 2001: Der Tunnel (TV-Film)
- 2002: Der Bulle von Tölz: Schlusspfiff
- 2003: Tigermännchen sucht Tigerweibchen (TV-Spielfilm)
- 2003: Plötzlich wieder 16 (TV-Film)
- 2003: Im Schatten der Macht (TV-Film)
- 2004: Tatort: Schichtwechsel
- 2004: Die Stunde der Offiziere (TV-Film)
- 2004: Carola Stern – Doppelleben (TV-Film)
- 2004: Kommissarin Lucas – Vertrauen bis zuletzt (TV-Serie)
- 2005: Die Patriarchin (TV-Mehrteiler)
- 2005: Inga Lindström – Der Weg zu Dir (TV-Reihe)
- 2005: Margarete Steiff (TV-Film)
- 2006: Mein süßes Geheimnis (TV-Spielfilm)
- 2006: Polizeiruf 110 – Matrosenbraut
- 2006: Polizeiruf 110 – Traumtod
- 2006: Am Ende des Schweigens (Fernsehfilm)
- 2007: Polizeiruf 110 – Dunkler Sommer
- 2007: Von Müttern und Töchtern (TV-Film)
- 2007: Liebe auf Kredit (TV-Film)
- 2007: Polizeiruf 110 – Farbwechsel
- 2007: Erlkönig (TV-Film)
- 2008: Kirschblüten – Hanami (Kino-Spielfilm)
- 2008: Polizeiruf 110 – Eine Maria aus Stettin
- 2009: Polizeiruf 110 – Schweineleben
- 2009: Tatort: Tote Männer
- 2009: Polizeiruf 110: Die armen Kinder von Schwerin
- 2010–2011: Wie erziehe ich meine Eltern? (TV-Serie, 13 Folgen)
- 2011: Weihnachtsengel küsst man nicht
- 2011: Für immer 30 (TV-Film)
- 2011: In den besten Jahren (TV-Film)
- 2012: Tatort: Scherbenhaufen
- 2012–2017: Heiter bis tödlich: Alles Klara (TV-Serie)
- 2013: Alles für meine Tochter (Fernsehfilm)
- 2015: Elser – Er hätte die Welt verändert (Kino-Spielfilm)
- 2015: Utta Danella – Lügen haben schöne Beine
- 2016: Der Alte – Folge 399: Machtgefühle
- 2016: SOKO Stuttgart: Wenn Sterne lügen
- 2019: Kirschblüten & Dämonen
- 2019: Big Manni
- 2019: Tatort: Anne und der Tod
- 2020: Das Tal der Mörder (Fernsehfilm)
- 2021: Spätzle arrabbiata oder eine Hand wäscht die andere

## Hörspiele
- 1993: Michael Koser: Jonas – Der letzte Detektiv Folge 28: UFU (Amos) – Regie: Werner Klein (Hörspiel – BR)
- 2004: Agnieszka Lessmann: Cobains Asche; Regie: Walter Adler (SWR)